# NGC 873
NGC 873 (również PGC 8692) – galaktyka spiralna (Sc), znajdująca się w gwiazdozbiorze Wieloryba. Odkrył ją William Herschel 27 listopada 1785 roku.